# Eduard Houdremont

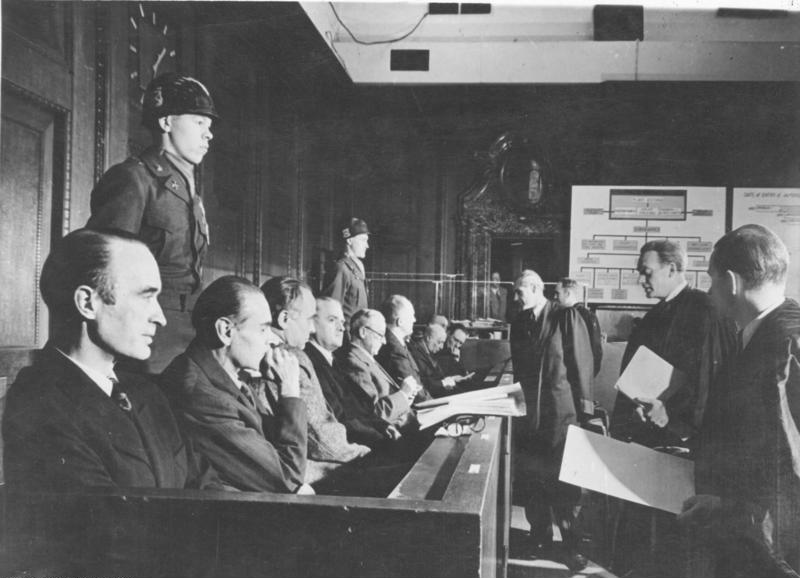
Auf der Anklagebank am 22. Dezember 1947: Alfried Krupp von Bohlen und Halbach, Ewald Loeser, Eduard Houdremont, Erich Müller, Friedrich Janssen, Karl Pfirsch, Karl Eberhardt und Heinrich Korschan (von links)

Eduard Houdremont bzw. Edouard Houdremont (* 19. Mai 1896 in Luxemburg; † 10. Juni 1958 in Essen) war ein luxemburgisch-deutscher Metallurg und Industrieller. In der Zeit des Nationalsozialismus gehörte er zum Kreis der Wehrwirtschaftsführer.

## Leben und Wirken
Houdremont wurde 1896 als Sohn des luxemburgischen Gymnasialdirektors Alfred Houdremont (1864–1925) und seiner Frau Maria, geb. Schaack (1860–1928), geboren. In seiner Kindheit besuchte er ein Gymnasium in seiner luxemburgischen Heimat. Nach dem Abitur absolvierte Houdremont ein Praktikum an der Adolf-Emil-Hütte in Esch-Alzette (Luxemburg). Anschließend studierte er von 1916 bis 1919 Ingenieurwissenschaften an der Technischen Hochschule zu Berlin (Diplomingenieur). In den folgenden zwei Jahren arbeitete er als wissenschaftlicher Assistent an derselben Hochschule, an der er im Juli 1921 zum Dr. Ing. promovierte. Später verlieh die TH Berlin Houdremont die Titel eines Honorarprofessors und eines Ehrenbürgers (Ehrendoktor). 1922 heiratete er Maria Schmitz, die Schwester von Aenne Kurowski-Schmitz. Aus der Ehe gingen drei Kinder hervor.
In den Jahren 1922 bis 1926 arbeitete Houdremont als Direktionsassistent bei den Krefelder Edelstahlwerken. Parallel dazu lehrte er Eisenhüttenkunde in Aachen. Im Oktober 1926 erhielt er schließlich eine Anstellung bei der Friedrich Krupp AG in Essen, in der er zunächst die Aufgaben eines Direktoriumsassistenten für den Bereich „Stahl“ übernahm. Im Januar 1930 folgte die Beförderung zum Prokuristen. Im Juli 1932 wurde Houdremont mit der Leitung des Bereiches Metallurgie beauftragt und zum stellvertretenden Leiter der Stahlwerke ernannt.
1936 wurde Houdremont Leiter des Bereiches Stahlforschung. Im Oktober 1938 erfolgte die Ernennung zum stellvertretenden Direktor der Friedrich Krupp AG. Zu dieser Zeit wurde Houdremont auch Berater beim Beauftragten für den Vierjahresplan, Hermann Göring.
Während des Zweiten Weltkriegs war Houdremont in führender Funktion in die Organisation der deutschen Stahlproduktion für den Krieg involviert. Am 24. Juni 1940 beantragte Houdremont die Aufnahme in die NSDAP und wurde zum 1. Juli desselben Jahres aufgenommen (Mitgliedsnummer 8.301.922). Nach seinen späteren Angaben erfolgte dieser Schritt, um eine bessere Ausgangsbasis bei seinen Bemühungen zu haben, seinen von der Gestapo verhafteten Schwippschwager (den Ehemann der Schwester seiner Frau), den Zentrumspolitiker Bruno Kurowski, aus der Haft frei zu bekommen. Zu diesem Zweck wurde Houdremont unter anderem bei Göring vorstellig. 1942 wurde Houdremont durch Albert Speer zum Sonderkommissar für Metallumstellung berufen.
Bereits seit März 1941 war Houdremont stellvertretendes Vorstandsmitglied der Kruppwerke. Im März 1943 erfolgte seine Beförderung zum ordentlichen Vorstandsmitglied mit Zuständigkeit für die Bereiche Metallurgie und Stahlfabriken. Im November 1943 konnte er seine Zuständigkeit um den Bereich Maschinenfabriken erweitern. Nach der Umfirmierung der Krupp AG in Friedrich Krupp Werke im Dezember 1943 wurde Houdremont Mitglied des Direktoriums der Firma, dann, bis 1944, Generalbevollmächtigter der Friedrich Krupp Werke.
Bereits unmittelbar nach Kriegsende, im Mai 1945, zeigte Houdremont sich zuversichtlich über die Zukunft des Krupp-Konzerns. Dem amerikanischen Journalisten Henry Taylor gegenüber äußerte er zu dieser Zeit selbstbewusst: „Wir werden wahrscheinlich amerikanische Anleihen brauchen, aber die Welt wird sich wundern, wie rasch Krupp wieder auf die Beine kommt.“
Im November 1947 wurde Houdremont im Rahmen des Krupp-Prozess, einem der Nürnberger Prozesse, vor dem Militärtribunal IIIa angeklagt. Seine Verteidigung übernahm der Anwalt Walter Siemers, dem als Assistentin Houdremonts Schwägerin (die Schwester seine Ehefrau) Aenne Kurowski-Schmitz, zur Seite stand. Im Juli 1948 wurde Houdremont – dem unter anderem der Einsatz von Zwangsarbeitern in den Krupp-Werken zur Last gelegt wurde – schließlich in zwei von acht Anklagepunkten für schuldig befunden und zu einer zehnjährigen Freiheitsstrafe verurteilt. Am 31. Januar 1951 wurde seine Strafe durch den US-Hochkommissar John Jay McCloy auf die zu diesem Zeitpunkt verbüßte Strafzeit reduziert. Am 4. Februar 1951 erfolgte schließlich seine Entlassung.
In seinen letzten Lebensjahren nach der Haftentlassung tat sich Houdremont vor allem durch eine Reihe von Fachveröffentlichungen zu metallurgischen Fragen hervor. Daneben saß er im Vorstand der Deutschen Gesellschaft für Metallkunde.

## Schriften
- Einführung in die Sonderstahlkunde, Berlin 1935.
- Betrachtungen zur Umwandlung des Eisens und seiner Legierungen, 1950.
- Betrachtung über die Unterkühlung von Umwandlungsvorgängen als Grundlage für die Martensitumwandlung, 1953.
- Beitrag zur Kenntnis der Vorgänge bei der Dauerbeanspruchung von Werkstoffen, 1953.
- mit Hubert Bennek, Richard Mailänder: Das Verhalten von Stählen mit verschiedener Kerbschlagzähigkeit bei Verformung unter mehrachsiger Beanspruchung. Verlag Stahleisen, Düsseldorf 1953.
- Metallkundliche Betrachtungen zur Frage des Trennbruches, 1954.
- Erhöhung der Anfangspermeabilität von niedriglegierten Eisen-Silizium- und Eisen-Aluminium-Legierungen durch oxydierendes Glühen bei niedrigen Temperaturen, 1954.
- Erzeugung von magnetischen Vorzugsrichtungen durch inhomogene Spannungen bei Magnetostriktions-Werkstoffen, 1955.
- Grundlagen zur Frage des Spröd-Bruchs, 1956.
- Beobachtungen zur Graphitbildung im untereutektischen Gusseisen, 1956.
- Handbuch der Sonderstahlkunde, 3. verbesserte Auflage (letzter Hand), Springer-Verlag und Verlag Stahleisen, 1956

## Mitgliedschaften und Ehrungen
- Honorarprofessor für Eisenhüttenkunde und Sonderstahlkunde an der RWTH Aachen (seit 1934)
- Vorsitzender im Werkstoff-Ausschuss des Vereins deutscher Eisenhüttenleute (1944/46 und 1952/58)
- Ehrendoktor der TU Berlin (1952)
- Präsident einer Kommission des International Institute of Welding (1953)
- Korrespondierendes Mitglied der Braunschweigischen Wissenschaftlichen Gesellschaft (1953)
- Carl-Lueg-Denkmünze des Vereins deutscher Eisenhüttenleute (1954)
- Korrespondierendes Mitglied der Académie des Sciences, Paris (1957)
- Mitglied der Akademie der Wissenschaften und der Literatur Mainz

(Quelle:)